# Armand Chevé
Armand Chevé (París, 1831-1907) fou un músic i pedagog francès, fill del compositor Emile Chevé (1804-1864).
Dedicà la seva vida a l'ensenyança de la música per xifra, mètode inventat per J.J. Rousseau, i fou professor de les escoles politècnica i normal superior i dels liceus Louis-le-Grand i Montaigne.